# 檸檬 (遊佐未森のアルバム)
『檸檬』（れもん）は、遊佐未森の1枚目のカバーアルバム。2002年7月10日に東芝EMIのレーベル「TMファクトリー」から発売された（TOCT-24813）。
2013年に遊佐がデビュー25周年を迎えることを記念し、同年7月24日に東芝EMI時代の7枚のアルバムをユニバーサルミュージックのレーベル「EMI Records」からSHM-CD化して再発売。その際に本アルバムも再発売された（TOCT-95185）。

## 概要
遊佐未森の初となるカバー・アルバム。大正時代から昭和初期（戦前・戦中・終戦直後）の流行歌（いわゆる「懐メロ」）のカバーを集めたアルバム。
遊佐自身の音楽的ルーツを集大成したものとして、長年温めていた企画であるという。
ジャケット写真は、大正ロマンをイメージした和服姿の遊佐の写真となっている。

## 収録曲
1. 青空
2. 月がとっても青いから
3. 南の花嫁さん
4. アラビアの唄
5. ゴンドラの唄
6. 小さな喫茶店
7. 夜来香
8. 蘇州夜曲
9. 森の小径